# باربرا مارتش
باربرا مارتش هي ممثلة كندية، ولدت في 9 أكتوبر 1953 في تورونتو في كندا، وتوفيت في 11 أغسطس 2019 بسبب سرطان.

## وصلات خارجية
- باربرا مارتش على موقع IMDb (الإنجليزية)
- باربرا مارتش على موقع روتن توميتوز (الإنجليزية)
- باربرا مارتش على موقع أول موفي (الإنجليزية)
- باربرا مارتش على موقع قاعدة بيانات الفيلم (الإنجليزية)